# Лиференко Олександр
Олександр Лиференко (нар.1930 — ?) — радянський ватерполіст, півзахисник. Учасник Олімпіади 1952 року.

## Життєпис
У складі збірної СРСР з водного поло брав участь у Літніх Олімпійських іграх 1952. Команда зайняла сьоме місце. 